# San Isidro Tulijá
San Isidro Tulijá är en ort i Mexiko.   Den ligger i kommunen Chilón och delstaten Chiapas, i den sydöstra delen av landet, 800 km öster om huvudstaden Mexico City. San Isidro Tulijá ligger 209 meter över havet och antalet invånare är 111.
Terrängen runt San Isidro Tulijá är huvudsakligen kuperad, men åt sydost är den bergig. San Isidro Tulijá ligger nere i en dal. Runt San Isidro Tulijá är det ganska tätbefolkat, med 54 invånare per kvadratkilometer. Närmaste större samhälle är El Progreso, 4,7 km norr om San Isidro Tulijá. I omgivningarna runt San Isidro Tulijá växer i huvudsak städsegrön lövskog.